# Rhinanthus minor
Espèce
Classification phylogénétique
Rhinanthus minor, le petit rhinanthe, est une plante herbacée annuelle de la famille des Scrofulariacées selon la classification classique ou des Orobanchacées selon la classification phylogénétique APGIII.

## Historique et dénomination
L'espèce Rhinanthus minor a été décrite par le naturaliste suédois Carl von Linné.

### Noms vernaculaires
Petit cocriste, Cocriste vrai, Petit rhinanthe, Rhinanthe mineur, Rhinanthe à petites fleurs.

## Description

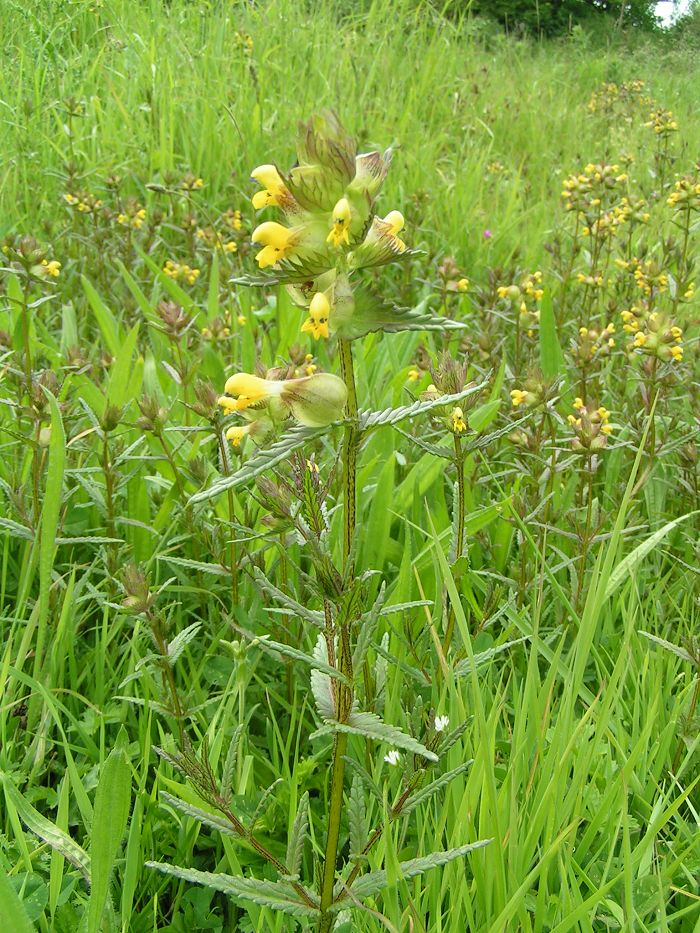
Habitus
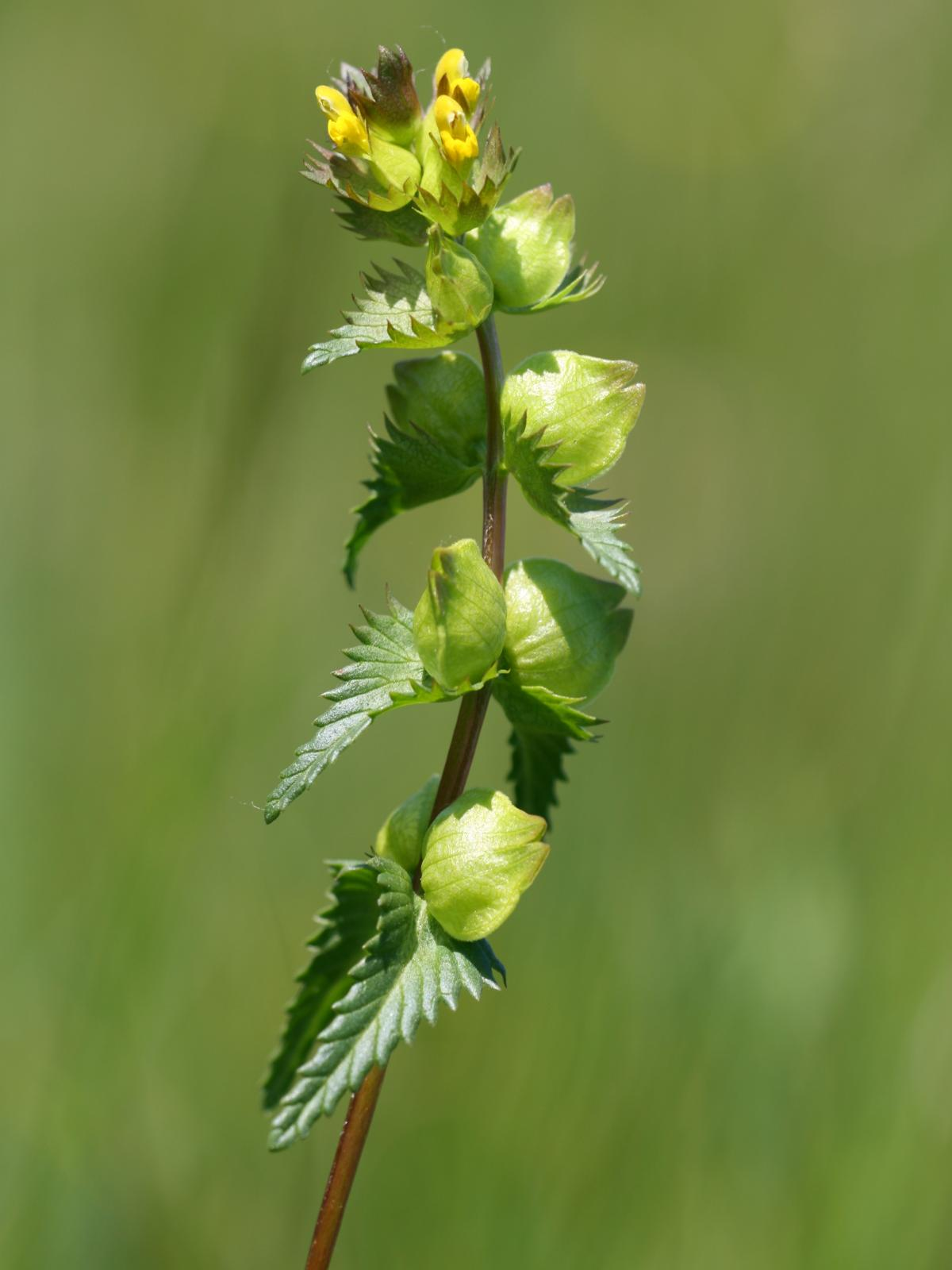
Rhinanthus minor : inflorescence
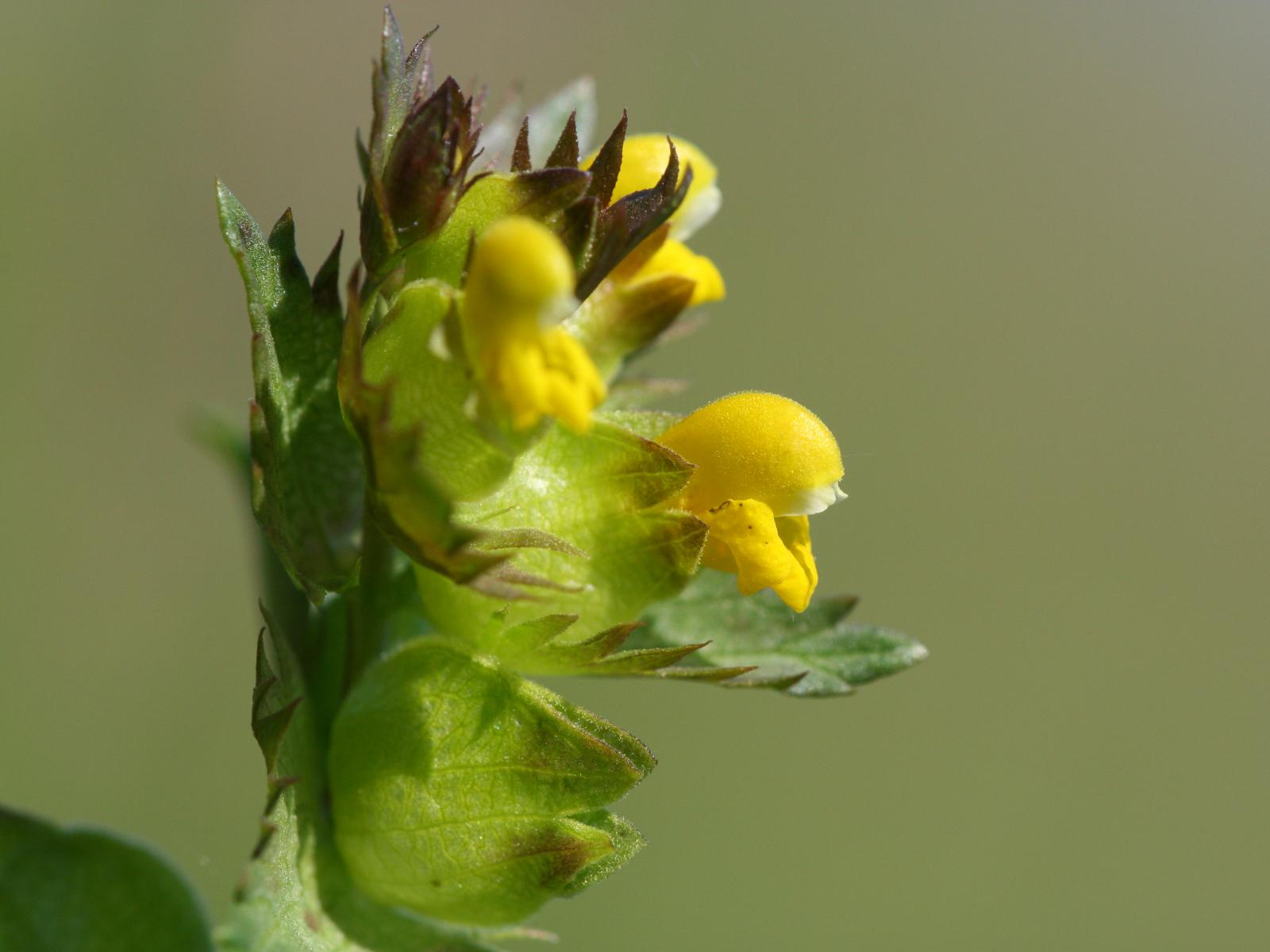
Rhinanthus minor Fleurs
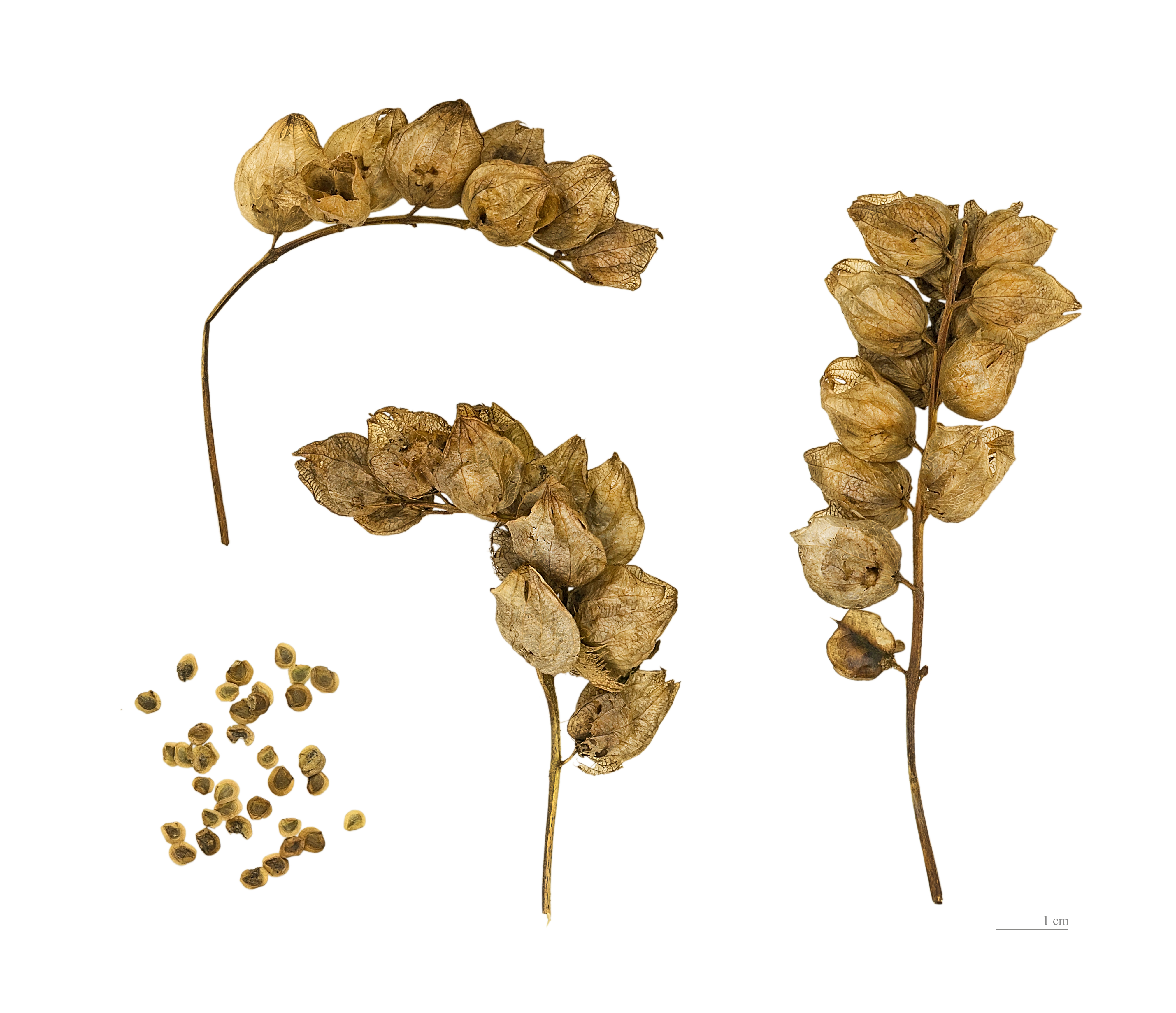
Capsules et graines - MHNT

## Habitat
Le Petit rhinanthe est une plante parasite européenne dont l’effet sur les écosystèmes est déterminant. Il enfonce ses racines dans les herbes et les vide de leur eau, avantageant les plantes à fleurs sauvages au détriment des graminées plus compétitives des prairies.
Ce faisant, le petit rhinanthe ouvre également la voie aux insectes pollinisateurs, qui en retour attirent les oiseaux et les amphibiens.

## Reproduction

### Pollinisation
Les seuls pollinisateurs effectifs des rhinanthes appartiennent au genre Bombus dont les espèces peuvent être classifiées selon leur comportement de visite. Les bourdons nototribiques (B. pascuorum, B. horotum, B. ruderarius, B. veteranus F. et B. muscorum L.) visitent les fleurs en introduisant leur tête dans la corolle pour atteindre les glandes nectarifères alors que les bourdons sternotribiques (B. terrestris, B. lucorum, B. hypnorum, B. pratorum, B. lapidarius et B. jonellus) visitent les fleurs à la renverse en vrombissant pour collecter du pollen.

### Dissémination
La dissémination des graines se fait par anémochorie.

## Hybridation
L'hybride Rhinanthus angustifolius × minor (R. x fallax (WIMM. et GRAB.) Chabert) a été observé dans le nord-ouest de la France.[réf. souhaitée]